# Poltys reuteri
Poltys reuteri är en spindelart som beskrevs av Lenz 1886. Poltys reuteri ingår i släktet Poltys och familjen hjulspindlar.
Artens utbredningsområde är Madagaskar. Inga underarter finns listade i Catalogue of Life.